# Castrofilippo
Castrofilippo is een gemeente in de Italiaanse provincie Agrigento (regio Sicilië) en telt 3170 inwoners (31-12-2004). De oppervlakte bedraagt 18,0 km², de bevolkingsdichtheid is 176 inwoners per km².

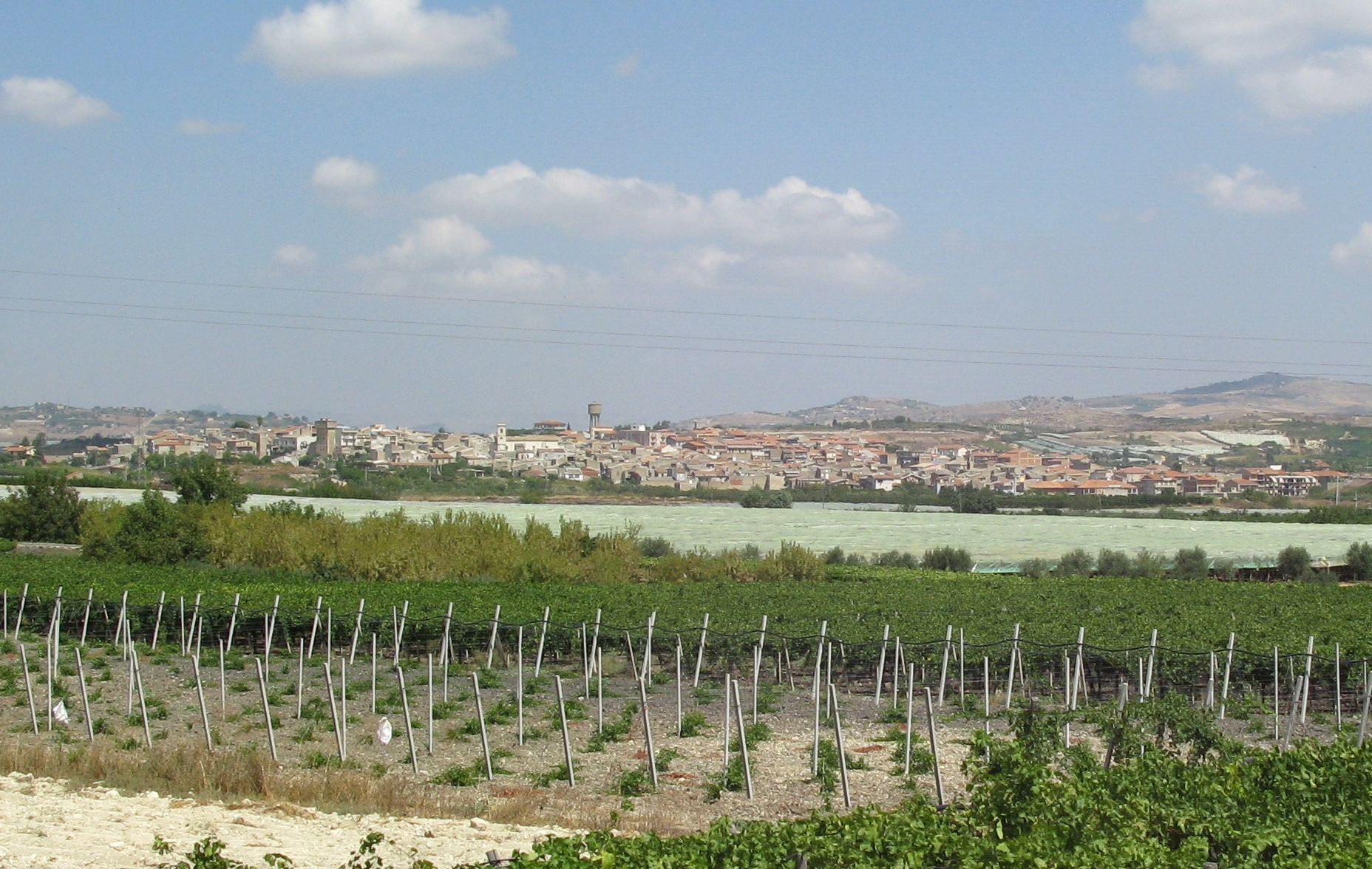
Castrofilippo

## Demografie
Castrofilippo telt ongeveer 1166 huishoudens. Het aantal inwoners daalde in de periode 1991-2001 met 9,3% volgens cijfers uit de tienjaarlijkse volkstellingen van ISTAT.
| Jaar | Inwoneraantal |
| ---- | ------------- |
| 1991 | 3581          |
| 2001 | 3247          |

## Geografie
De gemeente ligt op ongeveer 470 m boven zeeniveau.
Castrofilippo grenst aan de volgende gemeenten: Canicattì,  Favara, Naro, Racalmuto.